# Paradise (Meduza)
Paradise is een nummer van het Italiaanse dj-trio Meduza uit 2020, ingezongen door de Ierse singer-songwriter Dermot Kennedy. 
Terwijl Meduza de beats opnam in Italië, nam Kennedy vanuit New York de zang voor zijn rekening. Het nummer, geschreven tijdens de coronapandemie, gaat over doorzettingsvermogen in moeilijke omstandigheden. De boodschap van het nummer is om moedig te zijn als je geconfronteerd met het onbekende, voordat je 'het paradijs' vindt. "Paradise" werd in diverse Europese landen een hit. Hoewel het een bescheiden 31e positie bereikte in Meduza's  thuisland Italië, werd het in Kennedy's thuisland Ierland een nummer 1-hit. Ook in het Nederlandse taalgebied sloeg het nummer aan; met een 4e positie in de Nederlandse Top 40, en een 10e positie in de Vlaamse Ultratop 50.
Een videoclip werd in Craco, Basilicata, opgenomen.